# Вьян (Воклюз)
Вьян (фр. Viens) — коммуна во французском департаменте Воклюз региона Прованс — Альпы — Лазурный Берег. Относится к кантону Апт. 

## Географическое положение

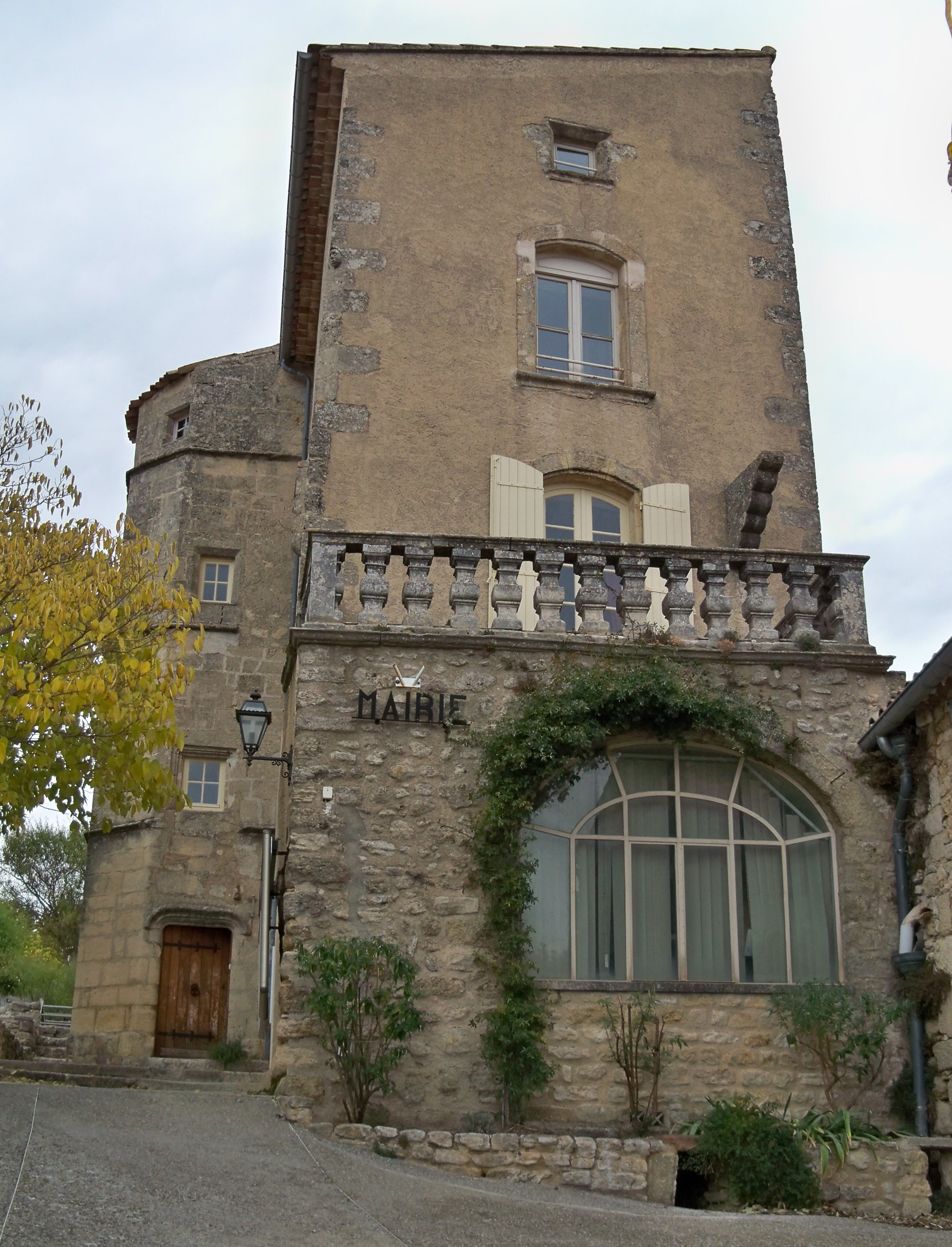
Мэрия.

Вьян расположен в 65 км к востоку от Авиньона. Соседние коммуны: Вашер на северо-востоке, Рейан на востоке, Серест на юге, Сен-Мартен-де-Кастийон на юго-западе, Казнёв на западе, Жиньяк на северо-западе.
Эта средневековая деревня расположена возле горного массива Воклюз на краю природного регионального парка Люберон.

## Гидрография
В окрестностях коммуны по ущелью Оппедетт протекает Калавон, в одноимённой долине берёт начало приток Калавона Доа.

## Демография
Население коммуны на 2010 год составляло 606 человек.
| 1962 | 1968 | 1975 | 1982 | 1990 | 1999 | 2010 |
| ---- | ---- | ---- | ---- | ---- | ---- | ---- |
| 286  | 300  | 304  | 401  | 458  | 491  | 606  |

## Достопримечательности
- Развалины замка XII—XIII веков, башня сарацин.
- Дом Монье д’Арно и дом Монье де Ла-Карре эпохи Возрождения.
- Церковь Сент-Илер, остатки романской церкви XII века, переделана в XVII веке. Колокольня конца XIII века.
- Крепостные сооружения: круглая башня, башня мэрии (XI век), квадратная башня портала (XII век, реставрирован в XIV веке).
- Усадьба де Понтеве XVI века, ныне мэрия коммуны.